# Engelbert Boonen

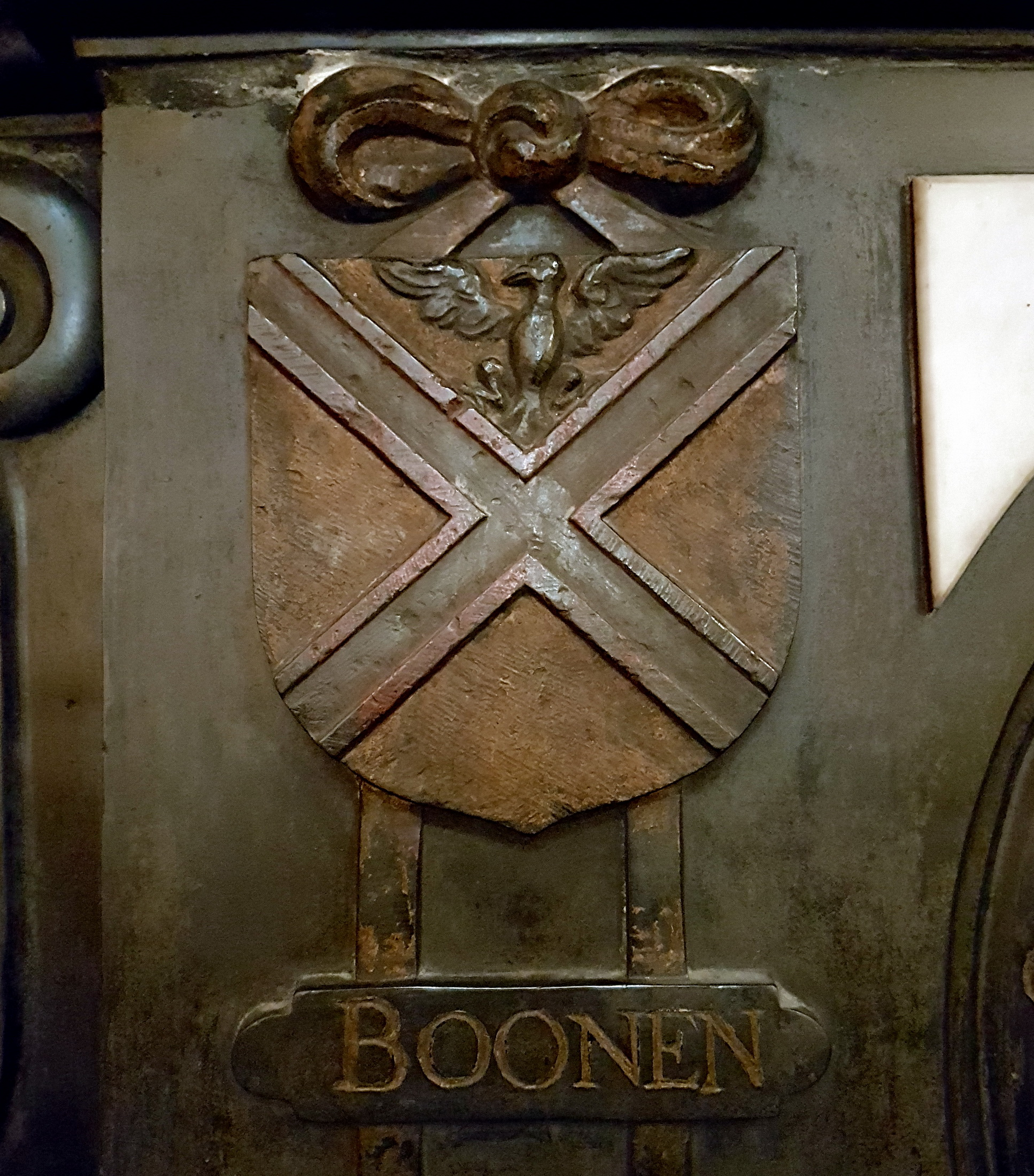
Familiewapen Boonen op het epitaaf van kanunnik Engelbert Boonen, een neef van proost Engelbert Boonen, in de Kapel van Onze-Lieve-Vrouw van Smarten in de Sint-Servaaskerk

Engelbert Boonen, ook (gelatiniseerd) Engelbertus Fabius (1544, Brussel - 1629, Maastricht), was een vooraanstaand Zuid-Nederlands geestelijke, die deken en proost was van het kapittel van Sint-Servaas in Maastricht. In die laatste hoedanigheid was hij tevens heer van de Elf banken van Sint-Servaas, Tweebergen en Mechelen-aan-de-Maas. De proost Engelbert Boonen mag niet verward worden met een bloedverwant met dezelfde naam, die ook kanunnik van Sint-Servaas was en in 1661 overleed.

## Levensloop
Engelbert Boonen werd in 1544 in Brussel geboren als zoon van Jacob Boonen en Maria Weldam. Een van zijn ooms was Cornelis Boonen, de vader van de latere bisschop van Gent en aartsbisschop van Mechelen, Jacobus Boonen, aan wie Joost van den Vondel in 1645 zijn dichtbundel Altaergeheimenissen opdroeg. De familie Boonen bracht een groot aantal magistraten voort. Het kanselierschap van Brabant werd drie generaties lang uitgeoefend door een lid van de familie: eerst door de grootvader van Engelbert, daarna door zijn oom Cornelis en ten slotte door een aangetrouwde neef. Cornelis werd kort na zijn benoeming tot kanselier in 1579 vermoord door protestantse fanatiekelingen.

### Deken van Sint-Servaas
Engelbert Boonen behaalde de graad van doctor in de godgeleerdheid aan de Universiteit van Leuven en werd in 1574 kanunnik van de Sint-Servaaskerk te Maastricht. Toen Parma in 1579 de stad belegerde (Beleg van Maastricht, 1579), behoorde hij niet tot de kanunniken die met de vice-deken en enkele kapelaans, tezamen met het garnizoen en een groot deel van de weerbare burgers van Maastricht, tegen de Spanjaarden streden. Waarschijnlijk werd hij om die reden in 1579 gekozen tot deken van het kapittel, als opvolger van Paulus de Spina. De verkiezing, door 10 overgebleven kanunniken (van de 40!), vond plaats onder erbarmelijke omstandigheden, na de plunderingen en brandschatting door de Spaanse troepen.
Omstreeks 1581 verbleef de latere aartsbisschop van Mechelen, Jacobus Boonen, voor zijn opvoeding in Maastricht en woonde toen bij zijn oom Engelbert Boonen. Engelbert onderwees zijn neef o.a. in de klassieke talen.
Op 9 maart 1611 werd onder zijn toezicht de Noodkist van Sint-Servaas geopend en de inhoud gedocumenteerd. Boonen was in Maastricht ook boekenkeurder (zie Index librorum prohibitorum) en autoriseerde er o.a. de vertaling van de werken van Hendrik de Vroom (Henricus Sedulius). In 1613 werd hij door de pauselijke nuntius te Keulen verzocht een onderzoek in te stellen naar abt Hubert Germeys van de abdij van Sint-Truiden.

### Proost van Sint-Servaas
Op 20 april 1614 werd hij door Isabella van Spanje en Albrecht van Oostenrijk benoemd tot proost van het kapittel van Sint-Servaas, als opvolger van Willem Veusels, die nauwelijks in Maastricht geresideerd had. Een week later hield hij zijn Blijde Intrede. Engelbert was toen al 70 jaar oud en al 40 jaar kanunnik. Als deken volgde hem op Willem van Gelder. Vanwege zijn gevorderde leeftijd stelde hij in 1616 Willem van Bemmel aan als vice-proost, en na diens dood in 1627, Nicolaas de Micault, die hem ook zou opvolgen.
In 1617 schonk hij aan het Dominicanenklooster het aangrenzende terrein, waarop tot 1566 de tijdens de beeldenstorm verwoeste Sint-Joriskapel had gestaan. Boonen stond bekend als weldoener van het klooster der Annunciaten in Wyck en als stichter van de kloosterkerk. Door de gulle giften van de proost kon een prachtvolle dubbelkapel worden gebouwd.
In 1625 stichtte hij aan de Universiteit van Leuven een drietal beurzen voor studenten in de wijsbegeerte en godgeleerdheid, ten behoeve van zijn bloedverwanten en, bij gebrek daaraan, voor jongelieden uit Maastricht en omstreken, waarbij de voorkeur uitging naar ingezetenen van de elf banken van Sint-Servaas. De stichting werd beheerd door de pastoors van de Sint-Pieterskerk en de Onze-Lieve-Vrouwekerk te Leuven; de studenten werden geselecteerd door de pastoors van de Sint-Jans- en Sint-Matthiasparochies in Maastricht.
Engelbert Boonen overleed op 5 mei 1629 en werd aan de voet van het hoofdaltaar in de kloosterkerk van het Annunciatenklooster in Wyck begraven.

## Nalatenschap
Van de nalatenschap van Engelbert Boonen is weinig meer over. Tijdens zijn bewind en dat van zijn voorganger Willem Veusels werd het kerkinterieur gemoderniseerd. Zo werden de pijleraltaren in het kerkschip verplaatst naar de zijkapellen van de kerk. In 1622 werd het altaar bij de cenotaaf van Monulfus en Gondulfus opgeheven; de 11e-eeuwse cenotaaf werd ter plekke begraven en pas in 1890 teruggevonden. Een deel van het koor van de door hem gestichte Annunciatenkerk in Wyck staat nog ternauwernood overeind. Zijn grafsteen is niet teruggevonden. De door Boonen gestichte beurzen in Leuven werden bij koninklijk besluit van 17 december 1820 hersteld, na in de Franse tijd afgeschaft te zijn. Sedert de Belgische wet op de beurzenstichtingen van 19 december 1864 is de stichting verplaatst naar het seminarie van het aartsbisdom Mechelen. Deze beurzen zouden nog moeten bestaan, gezien ze bij testament gesticht werden en daardoor nooit opgeheven kunnen worden.
Aan de schatkamer van de kerk schonk hij een massief zilveren beeld van de Heilige Martinus van Tongeren. Dit beeld werd in 1795, samen met een groot deel van de kerkschat, omgesmolten, omdat het kapittel aan de haar door de Fransen opgelegde oorlogsbelasting moest voldoen. De zilveren "ananasbeker", door de Maastrichtse zilversmid Petrus van Dijck vervaardigd in 1626/27 en bedoeld als houder voor de uit de Romeinse tijd stammende drinknap van Sint-Servaas, werd door het kapittel verworven tijdens het bewind van Boonen, maar niet zeker is of deze de schenker is van het kleinood.

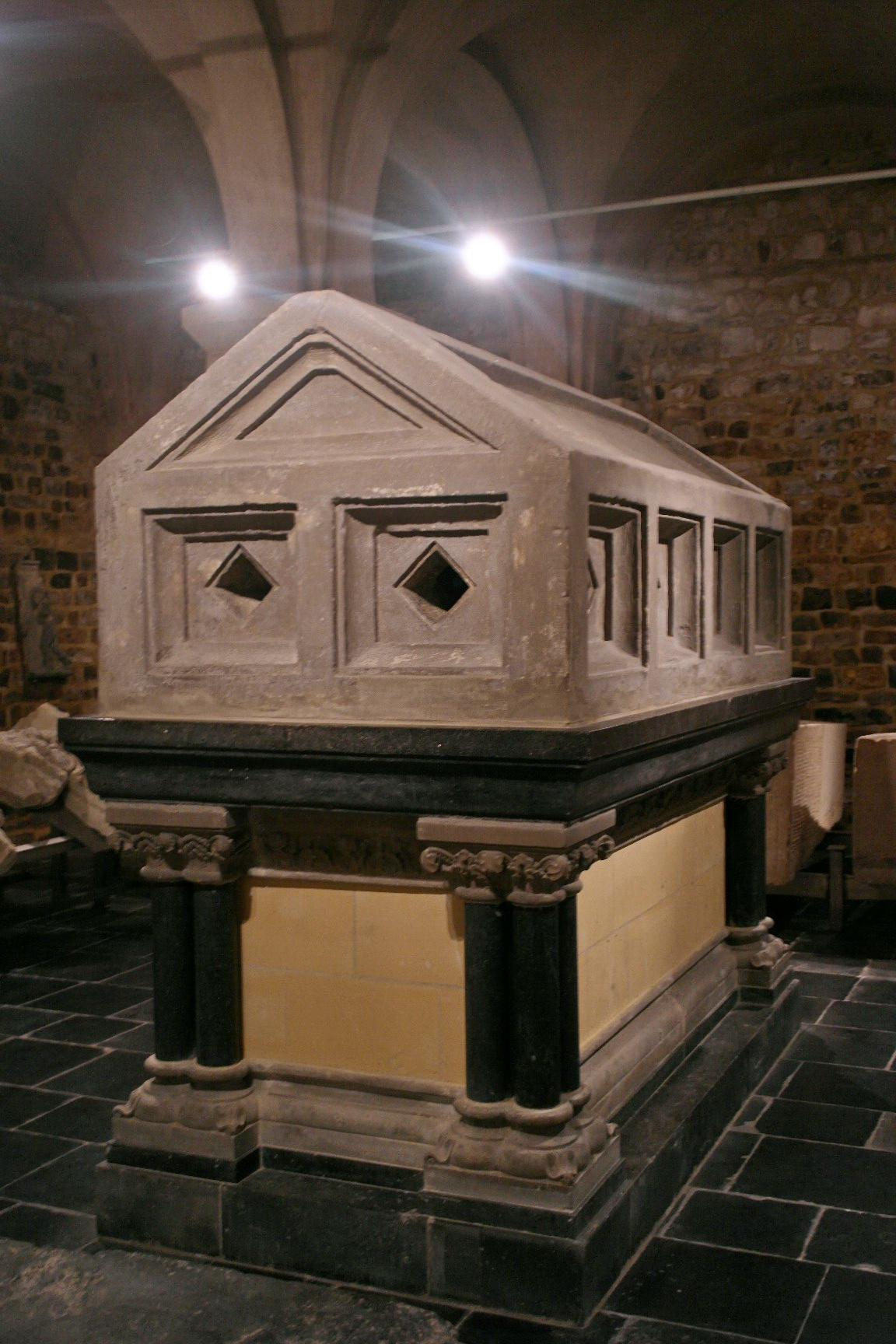
Cenotaaf van Monulfus en Gondulfus
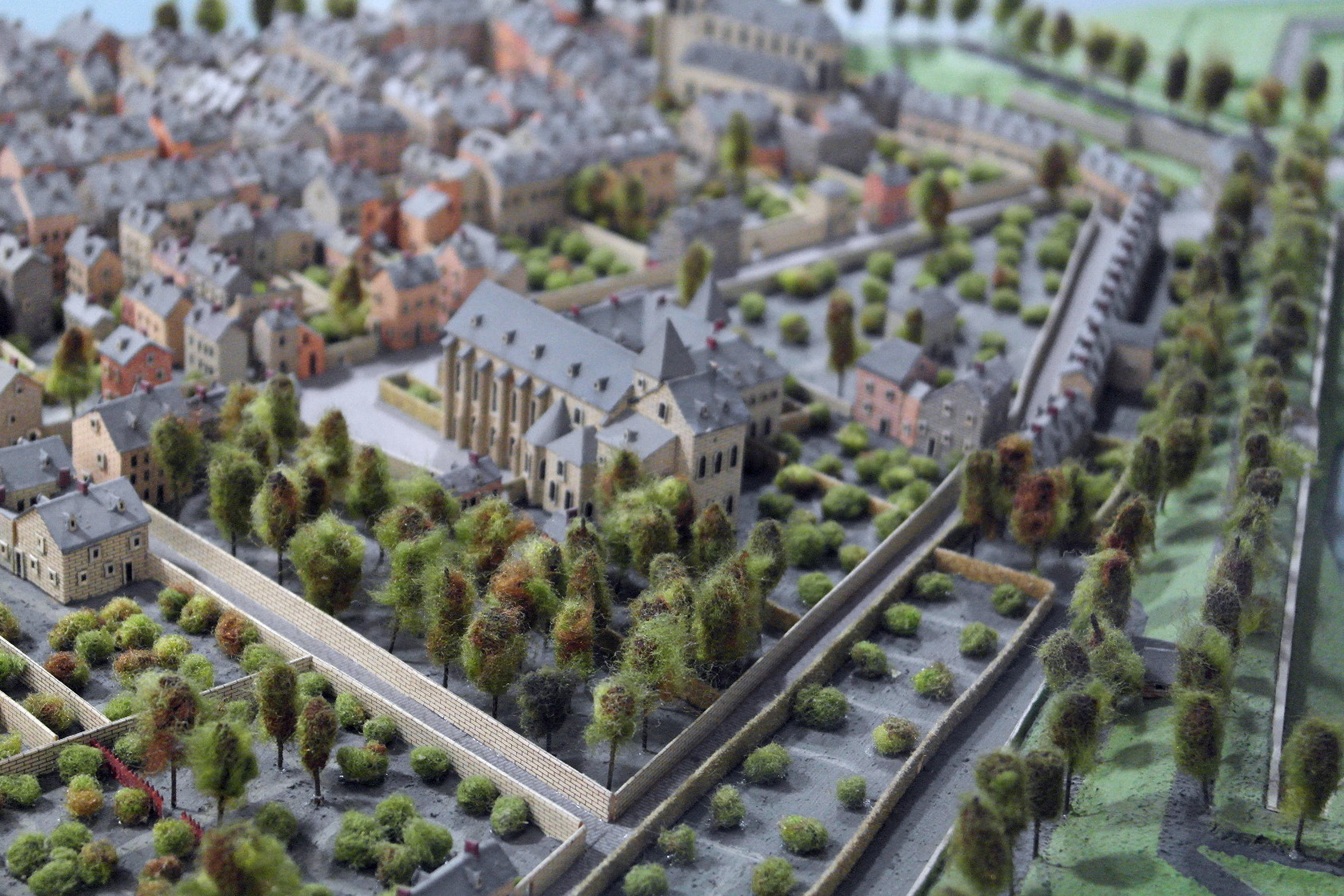
Annunciatenkerk en -klooster op de maquette van Maastricht
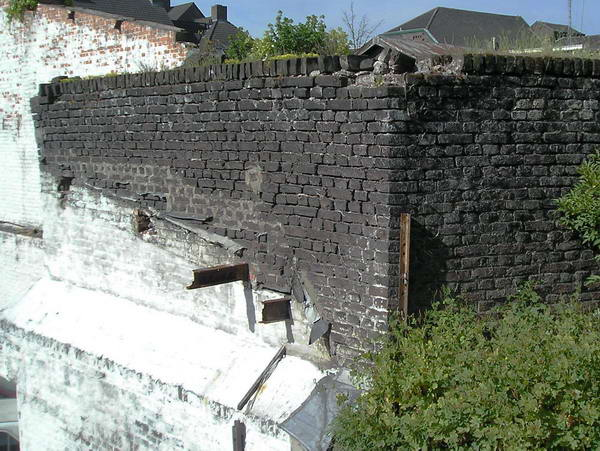
Muurrestant Annunciatenkerk
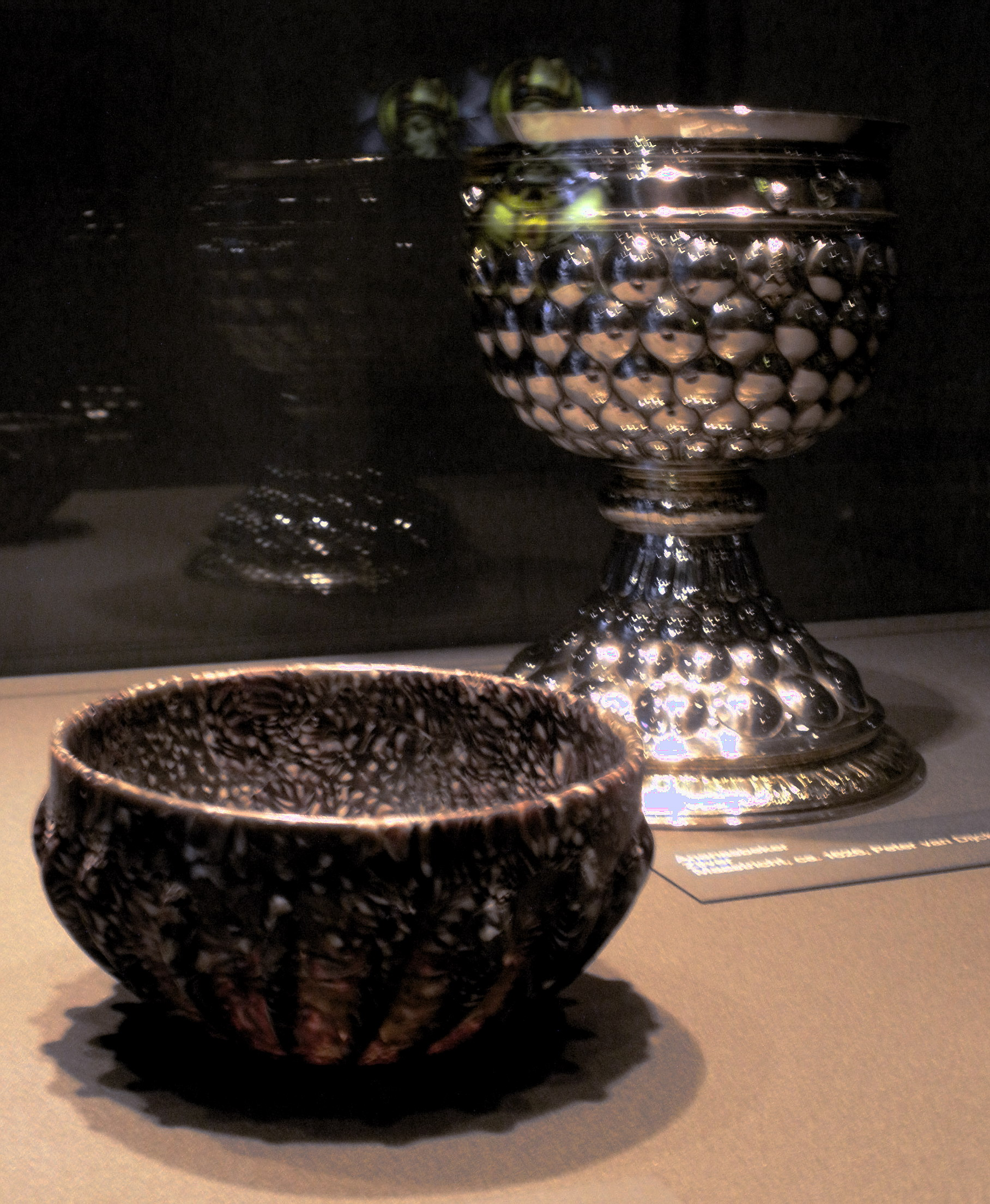
Ananasbeker (P. van Dijck, 1626/27), Schatkamer Sint-Servaasbasiliek